# Sopuerta
Sopuerta város Spanyolországban,  Bizkaia tartományban. Sopuerta Balmaseda, Artzentales, Castro Urdiales, Muskiz, Galdames, Gueñes és Zalla községekkel határos. Lakosainak száma 2765 fő (2024).

## Népesség
A település népessége az utóbbi években az alábbiak szerint változott:
| Lakosok száma | 2229 | 2272 | 2416 | 2504 | 2604 | 2563 | 2596 | 2527 | 2698 | 2765 |
|               | 2001 | 2004 | 2007 | 2009 | 2012 | 2014 | 2017 | 2019 | 2022 | 2024 |